# Paweł Laidler
Paweł Laidler (ur. 15 czerwca 1976 w Krakowie) – polski prawnik i politolog, amerykanista, profesor Uniwersytetu Jagiellońskiego, prorektor do spraw dydaktyki UJ w kadencji 2024–2028.

## Życiorys
W latach 1995–2000 studiował na Wydziale Prawa i Administracji UJ. W 2003 uzyskał stopień naukowy doktora, a w 2012 stopień doktora habilitowanego. 24 lipca 2023 otrzymał tytuł profesora w dziedzinie nauk społecznych. 
Jest nauczycielem akademickim Wydziału Studiów Międzynarodowych i Politycznych UJ, w którym pełnił funkcję zastępcy dyrektora Instytutu Amerykanistyki i Studiów Polonijnych w latach 2008–2016. W latach 2016–2020 był prodziekanem WSMiP UJ, a od 2020 do 2024 – dziekanem tego wydziału. 
Od 2024 pełni funkcję prorektora UJ do spraw dydaktyki.

## Wybrane publikacje
- Sąd Najwyższy Stanów Zjednoczonych Ameryki. Od prawa do polityki, Kraków: Wydawnictwo Uniwersytetu Jagiellońskiego, 2011, s. 370.
- Basic Cases in U.S. Constitutional Law. Rights and Liberties, Kraków: Wydawnictwo Uniwersytetu Jagiellońskiego, 2009, s. 176.
- Konstytucja Stanów Zjednoczonych: Przewodnik, Kraków: Wydawnictwo Uniwersytetu Jagiellońskiego, 2007, s. 191.
- Urząd Prokuratora Generalnego Stanów Zjednoczonych. Konflikt kompetencji, Kraków: Wydawnictwo Uniwersytetu Jagiellońskiego, 2004, s. 276[3].